# La Frontière verte
La Frontière verte (Frontera verde) est une mini-série télévisée colombienne en huit épisodes, créée par Diego Ramírez Schrempp, Mauricio Leiva-Cock et Jenny Ceballos et diffusée le 16 août 2019 sur Netflix.

## Synopsis
La Frontière verte suit l'histoire d'une « jeune détective et de son partenaire qui ont voyagé au plus profond de l'Amazonie, à la frontière du Brésil et de la Colombie, pour enquêter sur une série de meurtres étranges. Ils se rendent vite compte qu'il y a plus d'intrigues dans la jungle que d'homicides, car ils rencontrent une mystérieuse tribu indigène avec un secret extraordinaire qu'ils s'efforceront de protéger »,.

## Distribution
- Juana del Río (es) : Helena Poveda
- Nelson Camayo : Reynaldo Bueno
- Ángela Cano : Ushë
- Miguel Dionisio Ramos : Yua
- Bruno Clairefond : Joseph
- Andrés Crespo : Efraín Márquez
- Marcela Mar (en) : Raquel
- Mónica Lopera : Aura
- Andrés Castañeda
- John Narváez
- Edwin Morales
- Karla López
- Antonio Bolívar : Wilson Nai

## Production

### Développement
Le 22 novembre 2017, on annonce que Netflix a donné carte blanche à la production une première saison composée de huit épisodes. La série est créée par Diego Ramírez Schrempp, Mauricio Leiva-Cock et Jenny Ceballos et produite par Schrempp, Ciro Guerra, Andrés Calderón, Jorge Dorado et Cristian Conti. Frontera verde est basée sur une idée originale de Diego Ramírez Schrempp et Jenny Ceballos de Dynamo,,. La série devrait être dirigée par Ciro Guerra, Laura Mora Ortega et Jacques Toulemonde Vidal et écrite par Mauricio Leiva-Cock, Antón Goenechea, Camila Brugrés, Gibran Portela, Javier Peñalosa, María Camila Arias, Natalia Santa et Nicolás Serrano,. Les sociétés de production impliquées dans la série devaient être composées de Dynamo Producciones.

### Attribution des rôles
Quelque temps après la commande de la série par Netflix, on a confirmé que Juana del Río, Nelson Camayo et Ángela Cano seraient les vedettes de la série.

### Tournage
Le tournage pour la première saison a lieu à Leticia en  Amazonas en Colombie, en 2018,.

## Épisodes
1. La Jungle profonde (La maniagua)
2. Les Marcheurs (Los caminantes)
3. L'Arbre (El árbol)
4. Le Poison (El veneno)
5. La Mort (La muerte)
6. La Graine (La semilla)
7. La Lumière (La luz)
8. L'Obscurité (La oscuridad)

## Promotion
Le 29 juillet 2019, la bande annonce officielle de la mini-série est lancée. Le 5 août 2019, une autre est publiée par Netflix..